# 台北迎城隍
臺北迎城隍，又稱「臺北霞海城隍文化節－誕隍祭」，是臺灣臺北大稻埕霞海城隍廟為慶祝主神城隍爺聖誕而舉辦的年度民俗盛事。每年農曆五月十三日舉行遶境遊行，為大稻埕地區最重要的宗教祭典之一。臺灣有「三月瘋媽祖，五月迎城隍」的諺語，用以形容每年五月城隍爺遶境的盛況，因此有「全臺北第一遶境」之盛譽。此祭典融合豐富的傳統民俗與在地文化，吸引信徒與遊客共襄盛舉。

## 歷史背景
大稻埕霞海城隍廟原為福建泉州府同安縣下店鄉海邊厝五鄉庄居民的守護神，因下店鄉別名「霞城」，而廟設於霞城的「臨海」門旁，故名「霞城城隍廟」。道光年間（1821年），有一百多名泉州同安人渡海來臺，奉載霞海城隍金身隨行，最初於艋舺同安庄供奉城隍神尊，由陳金絨奉祀，後逐漸成為臺北同安人的共同信仰；後因咸豐三年（1853年）艋舺發生頂下郊拚事件，被泉州三邑人打敗的同安移民，遂攜城隍爺遷居至大稻埕地區。
最初置於陳金絨之子陳浩然的糕餅舖，隨後移居至大稻埕的臺北同安人增多，香火漸盛，陳浩然與同安鄉親共同籌資建廟。咸豐六年（1856年），僑眾與善信籌資建廟，並在三年後（1859年）新廟落成，建立現址「大稻埕霞海城隍廟」。此後，城隍廟成為大稻埕人重要信仰中心，見證地方發展史。
隨著大稻埕逐漸取代艋舺成為臺北的經濟發展中心，商人利用廟會促銷商品，將迎神賽會與商業經濟聯結起來，也讓霞海城隍爺的神威遠播，大稻埕街區的繁榮與霞海城隍廟信仰的發展，二者相互關係密切。首見紀錄的「迎城隍」活動始於大清光緒年間（約1879年），當時大稻埕商業繁榮、茶葉外銷興盛，居民有能力贊助祭典開銷。日治時期雖曾因禁制而中斷，但在瘟疫肆虐時期（1898年）為祈神明保佑，重新開放迎城隍儀式，繼續迎神鎮煞之活動。
最初由三郊人士分別輪流擔任爐主，近40年來由祭典委員會協助迎神祭典，聚集地方人士與財力參與，更加入大稻埕慈聖宮、臺北法主公廟及境內八大軒社陣頭的支持；現在由廟方自籌款項辦理迎神慶祝。歷經百年傳承，迎城隍祭典已成為臺北地方信仰盛事；中華民國文化部登錄公告時指出，此祭典可見證移民史與臺北早期發展，並以「五月十三迎城隍」作為臺北傳統地區的重要宗教民俗活動。

## 儀式與流程
「迎城隍」祭典由一系列傳統儀式串聯展開，以下列重要程序為例：  
- 放軍：農曆五月初六，由霞海城隍廟舉行放軍（又稱安五營）儀式。廟方將五營神將暫時安奉於大稻埕境內的五座土地公廟裡，以鎮守地方、驅邪辟惡，並維護遶境期間治安。此時正式供奉五營神將的營厝通常以紙糊模型代替，經法師開光點眼後，由神將護送至各土地廟安奉。
- 暗訪：農曆五月十一日夜晚，城隍爺率領「文武判官」及謝將軍、范將軍等神將在大稻埕街區夜間暗訪巡行。暗訪行程採分路方式，南北並進，巡視社區、掃蕩邪煞，氣氛莊嚴肅穆，相當於陰間的掃黑行動。民間相信此儀式可為地方清除惡煞、保祐百姓安康。
- 遶境：農曆五月十三日為城隍爺聖誕正日，當日上午霞海城隍廟恭迎神尊出廟，展開盛大遶境。遶境隊伍穿梭大稻埕及鄰近街區，接受信徒恭迎與香案祭祀，直到傍晚返回霞海城隍廟。沿途民眾熱烈參與，普遍在家門口擺設香案迎接神駕，祈求全家平安。此遶境隊伍陣頭甚多，包括北管、南管班、舞獅、舞龍、搶戲台、醒獅隊伍等多種藝陣，場面空前熱鬧，有「全臺北第一遶境」之盛譽。
- 收軍：祭典接近尾聲時，在農曆五月十八日舉行「收軍」儀式，將原先放置於五方土地廟的五營神將請回霞海城隍廟安奉，象徵迎城隍活動圓滿結束。收軍儀式結束後，信徒合掌感謝神恩。
- 祝壽法會與酬神演出：祭典期間，廟方會在祭典當日及前後數日舉辦城隍爺祝壽法會，為信徒祈福、消災解厄。此外，大稻埕地區各廟會團體會舉辦酬神活動，包括歌仔戲、布袋戲、北管子弟戲等傳統戲曲，以及鼓樂隊、舞龍舞獅等民俗表演，用以答謝神恩、增添廟會熱鬧氛圍。

## 藝陣與神將
迎城隍活動中，各類民俗藝陣和神將隊伍扮演重要角色。由地方廟宇與民俗團體組成的遊藝隊伍（又稱陣頭）如北管、南管音樂班、布袋戲團、歌仔戲團體，以及舞龍舞獅、金獅團等，與城隍爺隊伍共同繞境，展現傳統表演藝術的多樣性。
此外，民間信徒組成的「靈安社」、「雙連社」為霞海城隍廟主要的協辦團隊之一，每年都以宏大隊伍參與遊藝，曾與大學戲劇社團合作指導學生演出北管戲曲，獲得文化部藝術傳承獎項。城隍爺車前的神將隊伍有謝將軍、范將軍兩大將，以及文判官、武判官等，專責護衛城隍爺。
值得一提的是，傳統上霞海城隍廟曾供奉的「鯤溟八將」將團，日前宣告在迎城隍活動中重出江湖，再現多年未見的家將風采。這些多元的藝陣與神將不僅為祭典增添莊嚴肅穆，也傳承保存臺灣傳統廟會文化。

## 文化意涵
臺北迎城隍祭典具有深厚的社會文化意涵。城隍爺在道教信仰中擔任城市守護神與陰間司法神的雙重角色，因此祭典象徵著對正義、秩序與社會安定的守護。信眾相信藉由城隍爺的監督，可以彌補人間法制的不足，維繫人心正直。
在臺北，五月迎城隍已成為地方認同的重要象徵，代表大稻埕歷史與移民文化傳承，展現社區凝聚力與共榮精神。祭典融合了豐富的傳統藝術與民俗，例如北管音樂、舞獅、歌仔戲等，這些民俗藝陣在遶境中獲得傳承並吸引年輕人參與，展現地方文化活力。近年來，迎城隍儀式亦與永續發展等議題結合，如推廣友善環境、扶持在地產業與公平貿易，凸顯傳統節慶結合現代價值的可能性。
「五月迎城隍」不僅是一場宗教盛會，更承載著司法象徵、地方歷史認同與傳統藝術永續的多重意義。

## 現代轉型
近年來，臺北迎城隍已轉型為融合傳統與現代的大型文化節慶。以「誕隍祭」為主題的臺北霞海城隍文化節，除了保留傳統儀式與遶境遊行，也增設多元文化活動。
例如與在地品牌及創意團隊合作推出城隍爺新衣、主視覺；在永樂廣場舉辦「城隍暖暖壽市集」結合迪化街布業文化；邀請歌仔戲與南管表演團隊現場演出酬神大戲；推出攝影展、工作坊與講座等文化體驗。組織者更將性別平等、環境保護、在地文化保存等社會議題納入節慶主軸，呼應「永續」精神，使祭典兼具教育與文化推廣功能。
這些創新模式使迎城隍活動從單一宗教祭典拓展為具國際觀光與社區共融性的文化品牌，吸引更多年輕族群與外地遊客參與，促進大稻埕地區經濟與文化持續發展。